# James Watkins (réalisateur)
Pour les articles homonymes, voir James Watkins et Watkins.
James Watkins, né le 20 mai 1973 à Nottingham, est un réalisateur, scénariste et producteur de cinéma britannique.

## Biographie
James Watkins est connu pour avoir écrit et réalisé le film Eden Lake, ainsi que la série TV McMafia avec Hossein Amini, et d'être un des scénaristes du film The Descent 2, réalisé par Jon Harris.
Fin septembre 2019 il fait partie du jury de Sandrine Bonnaire lors du 30e Festival du film britannique de Dinard.
En février 2025, il est annoncé comme réalisateur de Clayface, film du DC Universe centré sur Gueule d'argile.

## Filmographie
Sauf indication contraire, les informations mentionnées dans cette section peuvent être confirmées par les bases de données cinématographiques IMDb et Allociné,  présentes dans la section « Liens externes ».

### Réalisateur
- 2008 : Eden Lake
- 2012 : La Dame en noir (The Woman in Black)
- 2016 : Bastille Day
- 2016 : Black Mirror (série TV) - saison 3, épisode 3
- 2018 : McMafia (série TV) - 8 épisodes
- 2024 : Speak No Evil
- 2026 : Clayface Date sujette à modification

### Scénariste
- 2000 : Look (court métrage) de Cordelia Beresford
- 2002 : My Little Eye de Marc Evans
- 2007 : Gone de Ringan Ledwidge
- 2008 : Eden Lake de lui-même
- 2009 : The Descent 2 (The Descent: Part 2) de Jon Harris
- 2016 : Bastille Day de lui-même
- 2018 : McMafia (série TV) - 8 épisodes
- 2024 : Speak No Evil de lui-même

### Producteur
- 2018 : McMafia (série TV)
- 2022 : Harry Palmer : The Ipcress File (The Ipcress File) (série TV)

## Distinctions
(en) Récompenses pour James Watkins sur l’Internet Movie Database

### Récompenses
- Festival international du film fantastique de Catalogne 2008 : prix spécial du jury pour Eden Lake
- Empire Awards 2009 : meilleur film d'horreur pour Eden Lake
- Fantasporto 2009 : meilleure réalisation pour Eden Lake

### Nominations
- Fangoria Chainsaw Awards 2005 : meilleur scénario pour My Little Eye
- British Independent Film Awards 2008 : prix Douglas Hickox pour Eden Lake
- Festival international du film fantastique de Catalogne 2008 : meilleur film pour Eden Lake